# Bromoacetona
La bromoacetona es un compuesto orgánico con la fórmula CH3COCH2Br. Este líquido incoloro es un agente lacrimógeno, precursor de otros compuestos orgánicos.

## Origen
Es una sustancia presente de forma natural (menos de 1%) en el aceite esencial de un alga que se encuentra en las proximidades de las islas Hawái.

## Síntesis
Está disponible comercialmente, en ocasiones estabilizada con óxido de magnesio. Fue descripta por primera vez en el siglo XIX, trabajo que se  le atribuye a N. Sokolowsky.

Acetona y bomo procedentes de la bromacetona.

La bromacetona se prepara mediante la combinación de bromo y acetona, con un ácido catalítico. Si se utiliza una base, el producto obtenido será bromoformo:
CH3C (O) CH3 + Br2 → CH3C (O) CH2Br + HBr
La principal dificultad con este método es el exceso de bromación, que resulta en productos di y  tribrominados. En términos de mecanismo, como con todas las cetonas, la acetona se enoliza en presencia de ácidos o bases. El carbono alfa a continuación, se somete a sustitución electrófila con bromo.

## Aplicaciones
Fue utilizada en la Primera Guerra Mundial como arma química, llamada BA por británicos y B-Stoff (cruz blanca) por los alemanes. Debido a su toxicidad, es obsoleta como un agente de control de disturbios y ya no se utiliza.
Es además un reactivo versátil en la síntesis orgánica, por ejemplo como precursor en la reacción de producción de hidroxiacetona (N º CAS 116-09-6).